# Francolí de Clapperton
El francolí de Clapperton (Pternistis clappertoni) és una espècie d'ocell de la família dels fasiànids (Phasianidae) que habita praderies i sabanes des del sud de Mauritània, cap a l'est fins al Sudan, Etiòpia i Eritrea, i cap al sud, fins al nord de Camerun per l'oest i el nord-est d'Uganda per l'est.